# Friedrich Wolff (Politiker, 1792)
Friedrich Jakob Wolff (* 22. April 1792 in Groß-Gerau; † 4. September 1854 in Darmstadt) war ein hessischer Rentamtmann und Politiker und Abgeordneter der 2. Kammer der Landstände des Großherzogtums Hessen.
Friedrich Wolff war der Sohn des Arztes Dr. med. Johann Wilhelm Wolff (1747–1821) und dessen Ehefrau Marie Henriette, geborene Kempf, verwitwete Stapp (1754–1806). Wolff, der evangelischen Glaubens war, heiratete am 3. Februar 1820 in Friedberg Anna Margaretha geborene Söldner (1793–1868).
Wolff diente zunächst beim Militär und wurde Premierleutnant. 1824 war er Rentamtmann in Gladenbach und 1831 das Gleiche in Bingenheim. 1834 wurde er Rechner und Hospitalmeister in Hofheim. 1849 wurde er pensioniert.
Von 1832 bis 1847 gehörte er der Zweiten Kammer der Landstände an. Er wurde für den Wahlbezirk Oberhessen 12/Bingenheim/Nidda gewählt. In den Ständen vertrat er konservative Positionen.